# Uranium 236
table
L'uranium 236, noté 236U, est l'isotope de l'uranium dont le nombre de masse est égal à 236 : son noyau atomique compte 92 protons et 144 neutrons avec un spin 0+ pour une masse atomique de 236,045 57 g/mol. Il est caractérisé par un excès de masse de 42 444 keV et une énergie de liaison nucléaire par nucléon de 7 586,49 keV. Émetteur α de la chaîne de désintégration du thorium 4n + 0, sa demi-vie est de 23,42 millions d'années, la plus élevée après le plutonium 244 (qui n'est pas produit par le cycle de l'uranium) parmi les actinides autres que l'uranium 235, l'uranium 238 et le thorium 232 existants à l'état naturel.

Diagramme représentant la fission nucléaire d'un atome d'uranium 235 à travers la réaction : + ⟶ * ⟶ + + 3.

L'uranium 236 est notamment produit en réacteur à fission de l'uranium 235 du fait des captures dans cet isotope ne donnant pas lieu à fission, soit environ dans le rapport des sections efficaces :
- σfu5 = Section efficace microscopique de fission de l'uranium 235 = 579,5 barn
- σcu5 = Section efficace microscopique de capture de l'uranium 235 = 99,39 barn
- σfu5 – σcu5/σfu5 = 0,8273.

Avec donc 0,173 atome d'uranium 236 produit par atome d'uranium 235 fissionné, les quantités produites en réacteur sont importantes. En effet une fois formé il n'est pas fissile et ne disparait qu'assez peu par capture neutronique σcu6 = 6 barn en donnant le neptunium 237, lui-même non fissile. Il se retrouve donc mélangé à l'uranium de retraitement en proportion du même ordre que l'uranium 235 résiduel.
Grossièrement un combustible à uranium naturel enrichi initialement à 4,3 % et déchargé à 40 000 MWj/tUi contient au 1er ordre 0,3 % d'uranium 235 non fissionné et 0,173 × 4.3 = 0,7 % d'uranium 236 — 1 MWj d'énergie extraite équivaut à 1,09 g d'atomes lourds fissionné (uranium 235 majoritairement et plutonium 239), donc grossièrement 1 MWj d'énergie extraite équivaut à 1 g d'uranium 235 fissionné, donc 10 000 MWj/tUi d'énergie extraite équivaut à un abaissement de 1 % d'enrichissement massique en uranium 235.
Cet isotope est donc un des signataires caractéristiques de la fission de l'uranium 235. Lors des investigations menées pour expliquer le phénomène des réacteurs naturels d'Oklo le constat de son absence dans le minerai d'Oklo a permis immédiatement de dater à plus de 20 demi-vies la fin des fissions ayant eu lieu sur le site.